# William J. Hardee
William Joseph Hardee (12. oktober 1815 – 6. november 1873) var en karriereofficer i USA's hær, som kæmpede i Seminolekrigene og den Mexicansk-amerikanske krig. Han var dernæst general i den konfødererede hær under den amerikanske borgerkrig.
Hans skrifter om militær taktik var velkendte og meget anvendt på begge sider i krigen.

## Tidlige år og karriere
Hardee blev født til Sarah Ellis og Major John Hardee på "Rural Felicity" godset i Camden County, Georgia. Han tog eksamen fra West Point i 1838 (26. af en årgang på 45) og blev udnævnt til sekondløjtnant i 2nd U.S. Dragoons. Under seminolekrigene (1835–1842), blev han ramt af sygdom, og mens han lå på hospitalet mødte han og giftede sig med Elizabeth Dummett. Efter at han var blevet rask sendte hæren ham til Frankrig for at studere militær taktik i 1840.
I den Mexicansk-amerikanske krig gjorde Hardee tjeneste i Army of Occupation under Zachary Taylor og blev to gange midlertidigt forfremmet (til Major for Medelin og Vera Cruz, og til oberstløjtnant for St. Augustin). Han blev taget til fange den 25. april 1846 ved Carricitos Ranch, Texas, og udvekslet den 11. maj.
Mens han efterfølgende gjorde tjeneste under Winfield Scott, blev Hardee såret ved La Rosia, Mexico i 1847. Efter krigen førte han enheder af Texas Rangers og soldater i Texas.
Efter at hans kone døde i 1853 vendte han tilbage til West Point som instruktør i taktik og gjorde tjeneste som kadet kommandant fra 1856 til 1860. Han gjorde tjeneste som ældste major i 2nd U.S. Cavalry (som senere blev omdøbt til 5th Cavalry Regiment) da dette regiment blev opstillet i 1855 og dernæst oberstløjtnant i 1st U.S. Cavalry lige inden borgerkrigen brød ud.  I 1855 udgav Hardee på opfordring fra krigsministeren Jefferson Davis Rifle and Light Infantry Tactics for the Exercise and Manoeuvres of Troops When Acting as Light Infantry or Riflemen, som blev kendt som Hardee's Tactics, og blev den bedst kendte ekcercitsmanual i borgerkrigen.

## Tjeneste i borgerkrigen
Hardee tog sin afsked fra U.S. Army den 31. januar 1861, efter at hans hjemstat Georgia udtrådte af Unionen. Han sluttede sig den konfødererede hær som oberst den 7. marts og blev givet kommandoen over forterne Morgan og Gaines i Alabama. Han blev efterfølgende forfremmet til brigadegeneral den 7. juni og generalmajor den 7. oktober.
Fra den 10. oktober 1862, var han en af de første konfødererede generalløjtnanter. Hans første opgave som general var at organisere en brigade af regimenter fra Arkansas og han imponerede sine mænd og officerer ved at løse vanskelige forsyningsproblemer og for den omhyggelige træning han gav sin brigade. Han vik tilnavnet "Old Reliable", mens han havde denne brigade. Hardee opererede i Arkansas indtil han blev beordret til at slutte sig til general Albert Sidney Johnston's Army of Mississippi som korpschef i Slaget ved Shiloh. Han blev såret i armen der den 6. april 1862. Johnston blev dræbt ved Shiloh og Hardee's korps sluttede sig til General Braxton Bragg's Army of Tennessee.
I slaget ved Perryville i oktober 1862 havde Hardee kommandoen over Venstre Fløj af Braggs hær. I hans formentlig mest succesfulde slag, Slaget ved Stones River, startede hans Andet Korps den 31. december 1862 et overraskelsesangreb, som næsten drev generalmajor William S. Rosecrans's hær på flugt. Efter Tullahoma kampagnen, mistede Hardee tålmodigheden med den vredladne Bragg og havde i en kort periode kommandoen over Militærområdet Mississippi og Østlige Tennessee under general Joseph E. Johnston. I denne periode mødte han Mary Foreman Lewis, en plantageejer fra Alabama og giftede sig med hende i januar 1864.
Hardee vendte tilbage til Braggs hær efter slaget ved Chickamauga hvor han overtog Leonidas Polks korps som belejrede Unionshæren i Chattanooga. I Slaget ved Chattanooga i november 1863 blev Hardees korps i Army of Tennessee besejret da tropper under generalmajor George H. Thomas angreb deres tilsyneladende uigennemtrængelige forsvarslinje på Missionary Ridge.
Hardee fornyede sin modstand mod at gøre tjeneste under Bragg og sluttede sig til en gruppe officerer som til sidst overbeviste præsident Jefferson Davis om at lade sin gamle ven afløse. Joseph E. Johnston overtog kommandoen over hæren i Atlanta kampagnen i 1864. Mens Johnston kæmpede en manøvrekrig og trak sig gradvist tilbage overfor generalmajor William T. Sherman, mistede konføderationen til sidst tålmodigheden med ham og erstattede ham med den mere aggressive generalløjtnant John Bell Hood. Hardee kunne ikke udstå Hoods overmodige angreb og store tab. Efter Slaget ved Jonesborough i august/september 1864 bad han om at blive forflyttet og blev sendt af sted for at lede militærområdet South Carolina, Georgia og Florida. Han modstod Shermans march til havet så godt han kunne med utilstrækkelige styrker og evakuerede til sidst Savannah den 20. december Da Sherman drejede mod nord ind Carolina kampagnen, tog Hardee del i slaget ved Bentonville i North Carolina i marts 1865, hvor hans eneste søn blev dræbt i et kavaleriangreb. Han overgav sig sammen med Johnston til Sherman den 26. april ved Durham Station.

## Efter krigen
Efter krigen slog Hardee sig ned på sin kones plantage i Alabama. Efter at have bragt den tilbage i funktion flyttede familien til Selma i Alabama, hvor Hardee arbejdede med lager og forsikringsvirksomhed. Han blev med tiden præsident for Selma and Meridian Railroad. Hardee var medforfatter til The Irish in America, som blev udgivet i 1868. Han blev syg på sin families sommer residens ved White Sulphur Springs i West Virginia, og døde i Wytheville i Virginia. Han ligger begravet på Live Oak Cemetery i Selma.

## Yderligere læsning
- Hughes, Jr., Nathaniel Cheairs, "General Willam J. Hardee: Old Reliable", Louisiana State University Press, 1992, ISBN 0-8071-1802-8. [originally published 1965]

## Eksterne links
- eHistory biografi Arkiveret 7. december 2006 hos  Wayback Machine
- Militær biografi over William J. Hardee Arkiveret 5. marts 2008 hos  Wayback Machine